# Rocca la Meja
Rocca la Meja – szczyt w Alpach Kotyjskich, części Alp Zachodnich. Leży w północno-zachodnich Włoszech w regionie Piemont, blisko granicy z Francją. Szczyt można zdobyć z miejscowości Canosio w dolinie Valle Maira. Pod szczytem leży jezioro Lago della Meja (2455 m).